# Zard Kuh
El Zard Kuh o Zardkuh o Zardkuh-e Bajtiarí (en persa: زردكوه بختیاری, «monte amarillo bajtiarí») es una cumbre de los montes Zagros. Se eleva en el centro del macizo a 4221 m de altitud, cubierto por nieves perpetuas. Situado en la provincia de Chahar Mahal y Bajtiarí en Irán. El río Karún nace en los montes Zagros, cerca del Zard Kuh.
- Datos: Q147826
- Multimedia: Zard Kuh / Q147826